# Manuel Alexandre
Manuel Alexandre Abarca (Madrid, 11 novembre 1917 – Madrid, 12 ottobre 2010) è stato un attore spagnolo.
Ha vinto il Premio Goya alla carriera nel 2003.

## Biografia
La sua carriera professionale iniziò nel 1945 in compagnia di Tarsila Criado e Jesús Tordesillas che hanno rappresentato al teatro Teatro Reina Victoria Cuando las Cortes de Cádiz. Fin da giovane era un caro amico di Fernando Fernan Gomez, con il quale si allenò e lavorò al Teatro Español Universitario.
Debuttò nel film del 1947 Dos cuentos para dos, di Luis Lucia, e poi apparve nel film Bienvenido, Mister Marshall (1953), nel ruolo di secondo segretario. Durante le riprese di Atraco a las tres, ha avuto una relazione sentimentale con l'attrice Gracita Morales.
Per la TVE ha partecipato a più di un centinaio di film drammatici. Era un grande appassionato della letteratura e della pittura, ed era un frequentatore abituale del raduno sociale di Café Gijón a Madrid.
Il suo ultimo lavoro è stato 20-N: los últimos días de Franco(2008), un film TV in cui interpreta il dittatore Francisco Franco negli ultimi giorni della sua vita.
Oltre al Premio Goya alla carriera vinto nel 2003, ha ricevuto anche altri premi tra cui il Premio Pepe Isbert, nel 1993, e il Premio della revista Film Ideal.
L'attore è morto il 12 ottobre 2010 a causa del cancro.

## Filmografia parziale
- Benvenuto, Mister Marshall! (Bienvenido, Mister Marshall), regia di Luis García Berlanga (1953)
- Manicomio, regia di Fernando Fernán Gómez (1954)
- Calle Mayor, regia di Juan Antonio Bardem (1956)
- Gli zitelloni, regia di Giorgio Bianchi (1958)
- Placido (Plácido), regia di Luis García Berlanga (1961)
- Vampiresas 1930, regia di Jesús Franco (1962)
- Sinfonia per un sadico (La mano de un hombre muerto), regia di Jesús Franco (1962)
- Assassinio made in Italy, regia di Silvio Amadio (1965)
- La collera del vento (La colera del viento), regia di Mario Camus (1970)
- L'anno delle luci (El año de las luces), regia di Fernando Trueba (1986)
- Tutti in carcere (Todos a la cárcel), regia di Luis García Berlanga (1993)
- Intramontabile effervescenza (Elsa y Fred), regia di Marcos Carnevale (2005)
- Cabeza de perro, regia di Santi Amodeo (2006)

### Teatro
- Los tigres escondidos en la alcoba (1949)
- La vida en un bloc (1953)
- El caso del señor vestido de violeta (1954)
- Vamos a contar mentiras (1961)
- La tetera (1965)
- La vil seducción (1967)
- La pereza (1968)
- Luces de Bohemia (1970), insieme a José María Rodero.
- La noche de los cien pájaros (1972)
- No te pases de la raya, cariño (1974)
- Bodas que fueron famosas del Pingajo y la Fandanga (1978)
- Los peces rojos  (1976)
- Catón (1989)
- Tres caballeros (2004)
- Tres hombres y un destino (2004)